# Stefane Goldman
Stéfane Goldman est un guitariste, compositeur, auteur, réalisateur, et arrangeur né en 1975, à São Paulo, au Brésil. Ce guitariste a composé, écrit et collaboré avec des artistes de la scène nationale et internationale des musiques soul, folk, électro, rock et métal.

## Biographie
Stéfane Goldman est né le 19 juin 1975 dans le quartier de Centro de São Paulo, au Brésil. Il a cinq mois lorsque ses parents s'installent à Paris, en France.
Dans un environnement où l‘écoute de la musique est quotidienne, Stéfane commence l'apprentissage de la guitare à l'âge de 14 ans.

### Débuts

#### Du rock aux musiques électroniques
Pendant sa scolarité au collège, Stefane Goldman rencontre ses premiers amis musiciens, dont l’artiste de musique électronique Alexkid, et multiplie des expériences musicales.
À 16 ans, poursuivant son apprentissage autodidacte, il prend la décision de se consacrer uniquement à la musique. De 1992 à 1997, il intègre le groupe Kangourou, un groupe de rock semi professionnel avec lequel il se produit en concert en France et au Portugal. Sa carrière professionnelle amorce un nouveau virage lorsqu’Alexkid le contacte pour une collaboration. Stéfane participe alors à l'élaboration de plusieurs albums et remixes de musiques électroniques. Rejoint par Ben Mosca, le trio fond le groupe Dubphonic en 1999. La formation parisienne enregistre un vinyl et deux albums : Dubphonic, puis, en 2003, Smoke Signals, dont certains titres seront utilisés, en titres synchronisés, dans les séries américaines Six Feet Under et Dexter. Le troisième Relight, en 2009, est salué par la presse spécialisée,, .
Dubphonic se distingue également par des remixes de Linval Thompson, Tosca et d’une version Dub de The Great Gig in The Sky de Pink Floyd, paru sur l’album Easy Star All-Stars Dubber Side Of The Moon sorti aux États-Unis. Ces enregistrements lui ouvrent d’autres collaborations, notamment avec Llorca pour le remix Emballa du Cirque du Soleil en 2005. Au cours de cette année Stéfane rencontre Max Cavalera, cofondateur membre du groupe de métal brésilien Sepultura, qu’il accompagne en prestation radio sur Oui FM. De cette expérience nait une nouvelle collaboration avec l’artiste Soulfly pour l’enregistrement de l’album Dark Ages. Pendant cette période, il compose, enregistre et accompagne des artistes ayant des styles musicaux très différents : Muriel Moreno, Soulfly, Jocelyn Mayor, Flow, Edo Sellier, membre du groupe Blond and Blond and Blond, et Jil Caplan. Cette dernière, après un premier concert à L'Européen, lui demande d’intégrer son équipe pour la tournée de l’album Derrière la porte, en 2006.
En 2010, Stéfane Goldman co-réalise, avec Romain Didier, l'album de la chanteuse Flow : Larmes Blanches, classé dans les charts, puis Intimes convictions. Ensemble, ils se produisent dans plusieurs Zénith de France, en première partie de Yannick Noah, Tryo, Yves Jamait et La rue Ketanou.
Jusqu’en 2011, le projet musical Music‘All par Les Illuminés Blackstamp, dont il fait partie en qualité de guitariste réalisateur, lui permet de partager la scène avec Oxmo Puccino, Féfé, Sir Samuel, Busta Flex, Casey, Johan Dalgaard, Michel Alibo ou le jazzman Jacques Schwartz Bart. L’album, sorti en octobre 2009, fut mixé à New York par Russel Elevado, l’ingénieur son d'Alicia Keys et D’Angelo.

#### Musiques pop, funk et soul avec Imany
Artiste prolifique, le nom de Stéfane Goldman est le plus souvent associé à la chanteuse Imany avec laquelle il entretient une relation artistique et humaine privilégiée,,.
En 2009, il rencontre la chanteuse Imany, qui est au début de sa carrière. Il l'accompagne pour les premières parties d'Anthony Hamilton, de George Duke, et de K'naan sur les scènes de l'Elysée Montmartre ou du Bataclan. Il travaille sur quelques-unes des compositions existantes, écrit avec elle et réalise les maquettes de nouvelles chansons au studio Taklab, à Paris.
En 2010, ils font l'audition des musiciens afin d'étoffer la formation live pour les concerts annoncés à Paris et au Sénégal. C'est à Dakar qu'ils composent plusieurs des chansons du premier album, aux multiples récompenses, certifié disque de platine : The Shape Of a Broken Heart.
À la suite du succès mondial, avec le groupe d'Imany, il enchaîne deux tournées internationales de plusieurs années entre 2012 et 2018. Ils se produisent sur les plus grandes scènes en Allemagne, Italie, Russie, Espagne, Grèce, Turquie, Pologne, en passant par les scènes mythiques françaises de l’Olympia aux festivals tels que Solidays et les Francofolies .
Stéfane est aux côtés d'Imany lors de diverses émissions télévisées dont Taratata, les Victoires de la musique, Alcaline, Vivement dimanche, C à vous.
Une complicité qui s'affirme dans la durée et par la constance de leur collaboration.
En 2014, il travaille sur la BO du film Sous les jupes des filles de Audrey Dana, qui fait plus d'un million d’entrées, et qui contient de superbes titres dont le hit international Don’t Be So Shy, disque de diamant, classé dans les charts entre 2016 et 2018.
Un an plus tard, Stéfane participe à l'écriture et à la pré production de l’album Wrong Kind Of War à Dakar, Sénégal.
En 2016, le succès de la double sortie, de l'album cité précédemment et du single remix de Don’t Be So Shy, ravive les tournées en France et à l'international,.
De 2019 à 2020, alors qu'Imany marque une pause dans sa carrière, ils travaillent ensemble à la pré-production de l'album Voodoo Cello, sorti en fin d'année 2021,.

## Formations musicales

### En tant que leader ou co-leader
Dans le passé : 
- Dubphonic, avec Alexkid (programmation) et Sylvain, dit Ben Mosca (programmation/production) ;
- Les illuminés Black Stamp.

### En tant que sideman
Stéfane Goldman a collaboré avec divers groupes ou artistes dont :
- Imany, composé de Jeff Ludovicus (batterie), Laurian Daire (piano), Ludovic Bruni (guitare acoustique), Julien Grattard et Rodolphe Liskowitch (violoncelle), Stéphane Castry (direction musicale et basse) et Stéfane Goldman (guitare).

## Discographie
En tant que leader ou co-leader :
- 1999 : The sound of Blacksun (Vinyl) - Dubphonic et “Dubphonic” (EP) -  Dubphonic (Guidance)

- 2000 : Orozco(Remix) - Dubphonic
- 2003 : Smoke signals  - Dubphonic (Taktic music)
- 2009 : Relight - Dubphonic (Taktic music)
- 2021: Fall into Nothing - Dubphonic feat Liset Alea (Taktic music/Idol)
- 2022 : Bells Variation - Alban Claudin feat Goldmoon (Taktic music/Sony Masterworks)

En tant que collaborateur, il apparaît sur une quarantaine d’albums dont :
- 2001 : Bienvenida - Alexkid (F Communication)
- 2001 : Shoot the dog (remix) - Alexkid, George Michael (Polydor)
- 2001 : Indigo blues (remix) - Alexkid feat Llorca (F Communication)
- 2001 : Surviving the day - Muriel Moreno (XIII Bis)
- 2003 : Mint - Alexkid (F Communication)
- 2004 :  Emballa (remix) - Llorca, Cirque du soleil (Cirque du Soleil Musique)
- 2005 : The Dark ages - Soulfly (Roadrunner Records)
- 2008 : L'âme de fond - Flow (Babylone Bypass/Guiz Prod)
- 2010 : Raw - Edo (En-TT/Taktic music)
- 2011 : Shape of a broken heart - Imany (Thinkzik!)
- 2011 : Gallery - Sir Samuel (Wagram)
- 2011 : Larmes blanches - Flow (Wagram/Les ailes du chat)
- 2012 : Un gospel pour madame - Imany feat Tété (Thinkzik!)
- 2013 : Seventy seven - G's Way (Uptone Records)
- 2014 : Sous les jupes des filles - Flow (Thinkzik!)
- 2014 : Intime conviction - Flow (Les ailes du chat)
- 2014 : Patchwork - G's Way (Uptone Records)
- 2014 : Les esprits clairs voient dans le noir - Mihuma
- 2016 : The wrong kind of war - Imany (Thinkzik!)
- 2016 : Heart headed - Liset Alea (Kwaidan)
- 2016 : Don't be so shy (remix) - Filatov, Karas, Imany (Thinkzik!)
- 2019 : Live at the casino de Paris - Imany (Thinkzik!)
- 2020 : Orion - Musset (Taktic music/Idol)
- 2021 : Wonderful life - Imany ( Thinkzik!)
- 2021 : Voodoo Cello - Imany (Thinkzik!)